# Beso francés

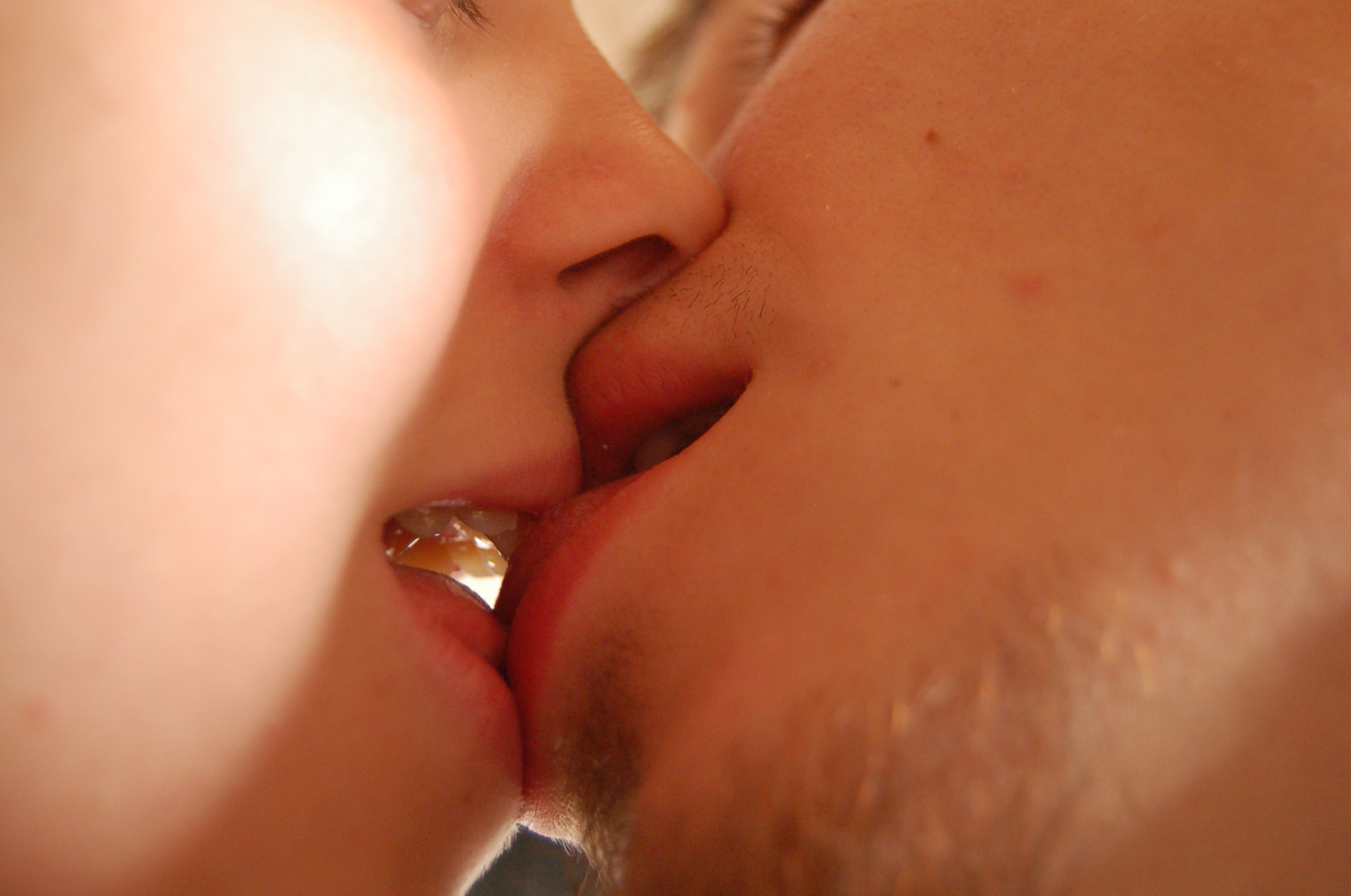
Dos personas haciendo el beso francés

El beso francés, también conocido como beso profundo, es un beso amoroso en el que las lenguas de los participantes se extienden para tocar los labios o bien la lengua de la otra persona. Este beso es considerado muy romántico, erótico y sexual.
El beso de lengua estimula los labios, la lengua y la boca, todas áreas muy sensibles al tacto. En forma general las personas consideran este tipo de beso algo muy placentero y sumamente íntimo.

## Etimología
El beso francés se llama así porque a principios del siglo XX, en el mundo anglosajón, los franceses habían adquirido la reputación de tener prácticas sexuales más aventureras y apasionadas. Tiene su origen en América y Gran Bretaña. En Francia, se le denomina como un baiser amoureux («un beso de amante») o un baiser avec la langue («un beso con la lengua»), y anteriormente se conocía como un baiser Florentin («un beso florentino»). El diccionario de francés Petit Robert 2014, publicado en 2013, añadió el verbo francés «se galocher», argot para besar con la lengua. El término inglés coloquial frenching también significa «beso francés», al igual que el término francés de Quebec «frencher»
En Argentina, se implementó el término chape por parte de los jóvenes. El mismo también se usa en Paraguay. 

## Riesgo de enfermedades
El beso francés conlleva un riesgo moderado de transmitir el VPH. La posibilidad de transmitir VIH mediante el beso francés es extremadamente baja ya que la transmisión requiere de la existencia de una herida abierta. El Centro para Prevención y Control de Enfermedades considera que es improbable la infección o transmisión de la hepatitis B mediante el beso francés. Ocasionalmente se puede transmitir la sífilis mediante un beso francés prolongado, pero para ello es preciso que exista una herida abierta. El beso francés es un modo improbable de transmisión de hepatitis B o gonorrea.